# Erosaria lamarckii
Erosaria lamarckii, tên tiếng Anh: Lamarck's Cowrie, là một loài ốc biển, là động vật thân mềm chân bụng sống ở biển trong họ Cypraeidae, họ ốc sứ.

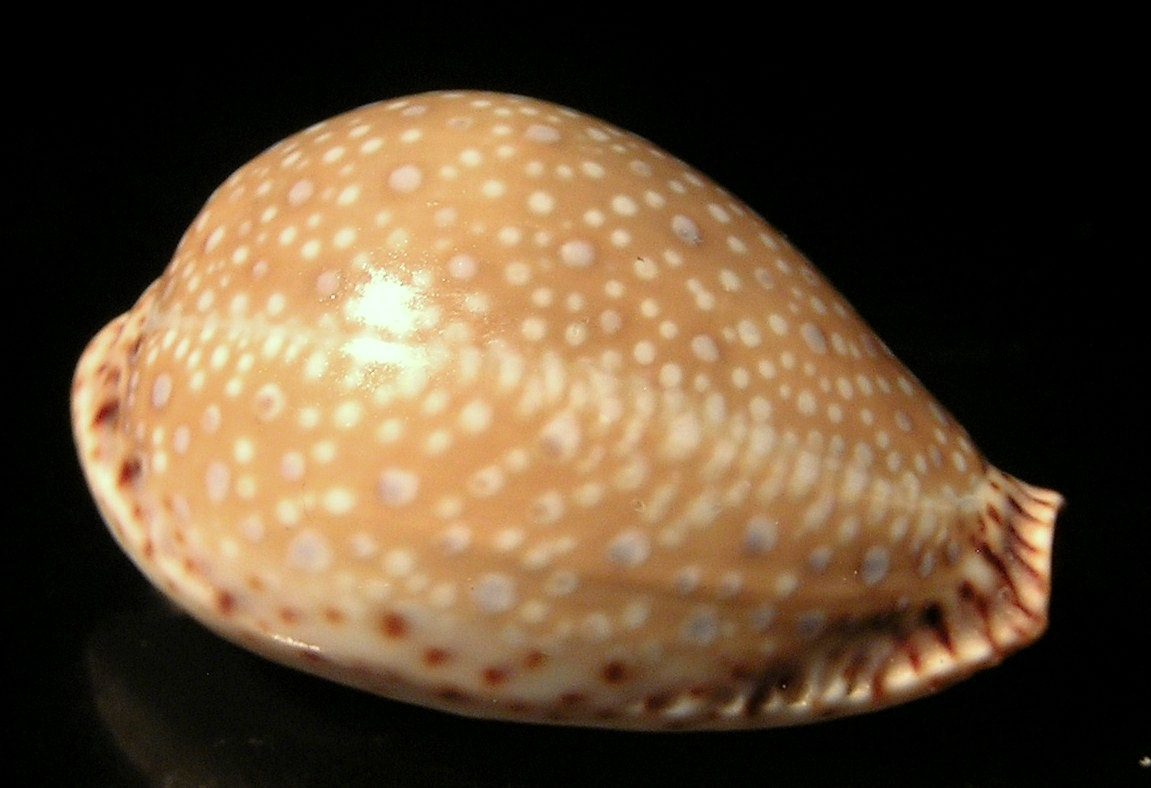
Erosaria lamarckii fainzilberi

Có một phân loài: Erosaria lamarckii lamarckii (J. E. Gray, 1825)

## Phân bố
Chúng phân bố ở Ấn Độ Dương dọc theo Aldabra, Kenya, Madagascar, vùng bể Mascarene, Mauritius, Mozambique, Réunion, Seychelles và Tanzania.

## Hình ảnh

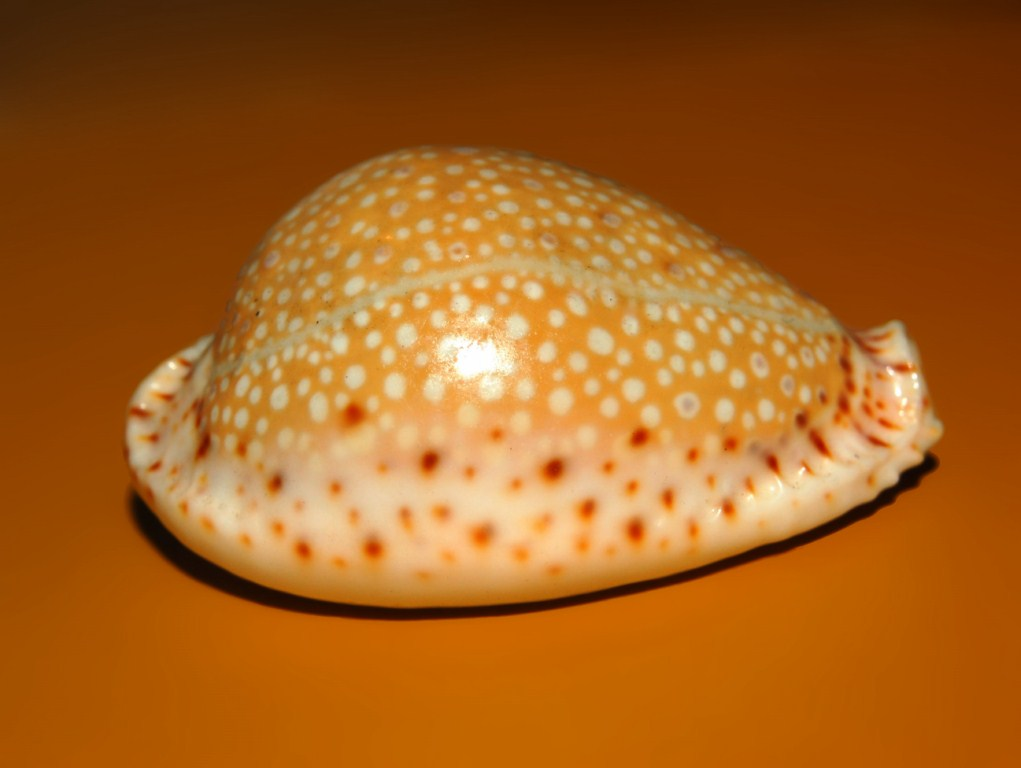
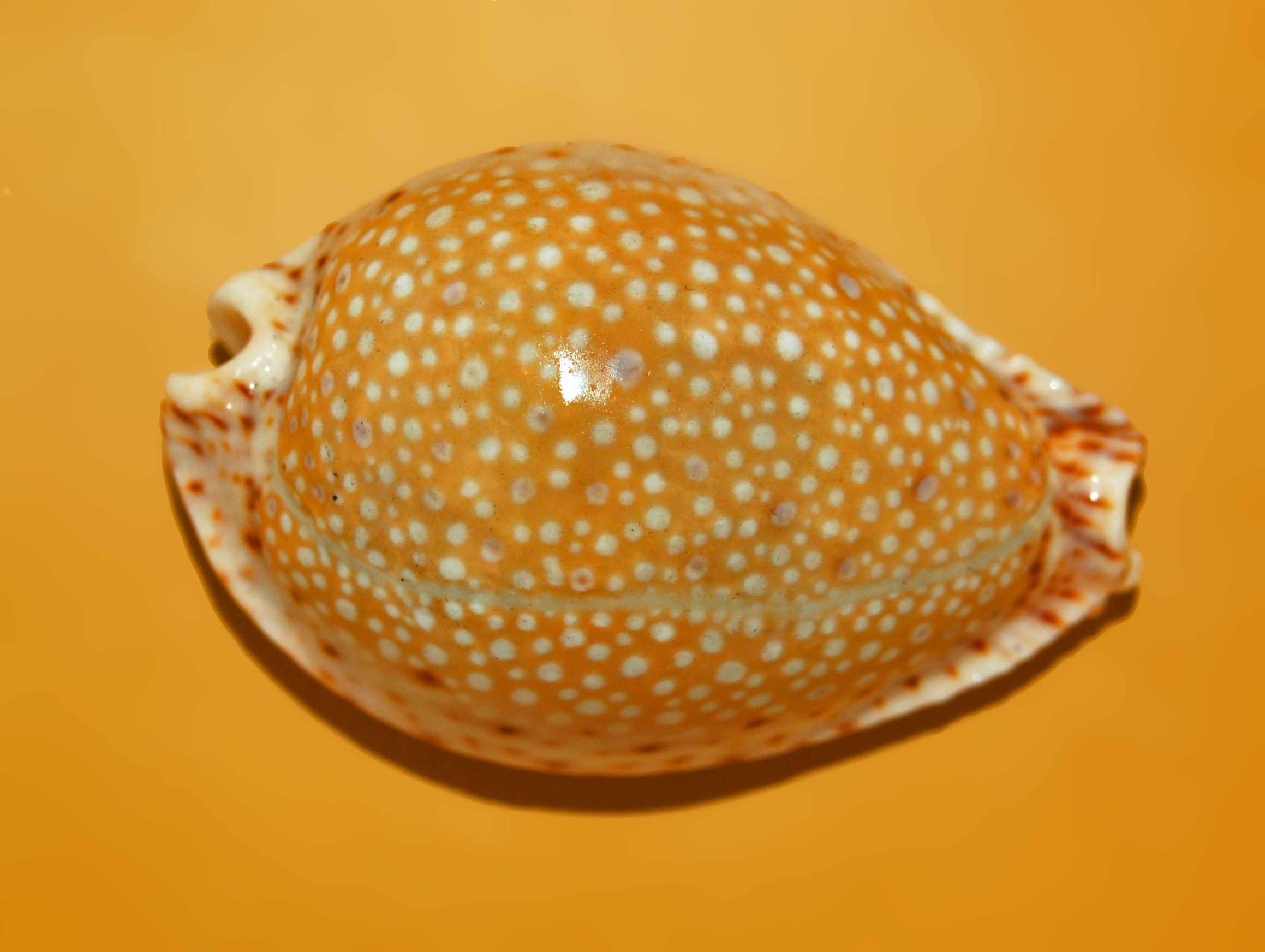
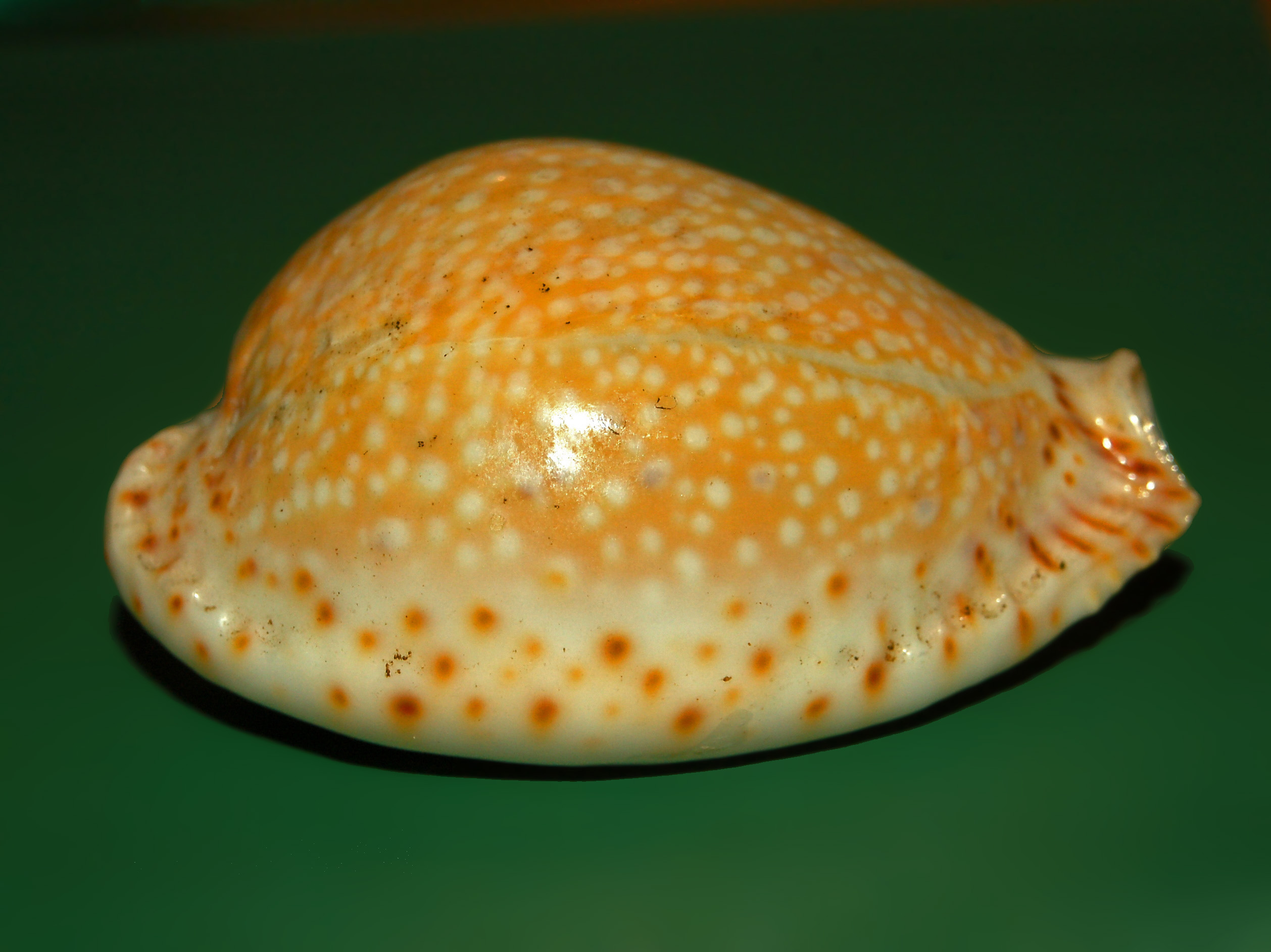
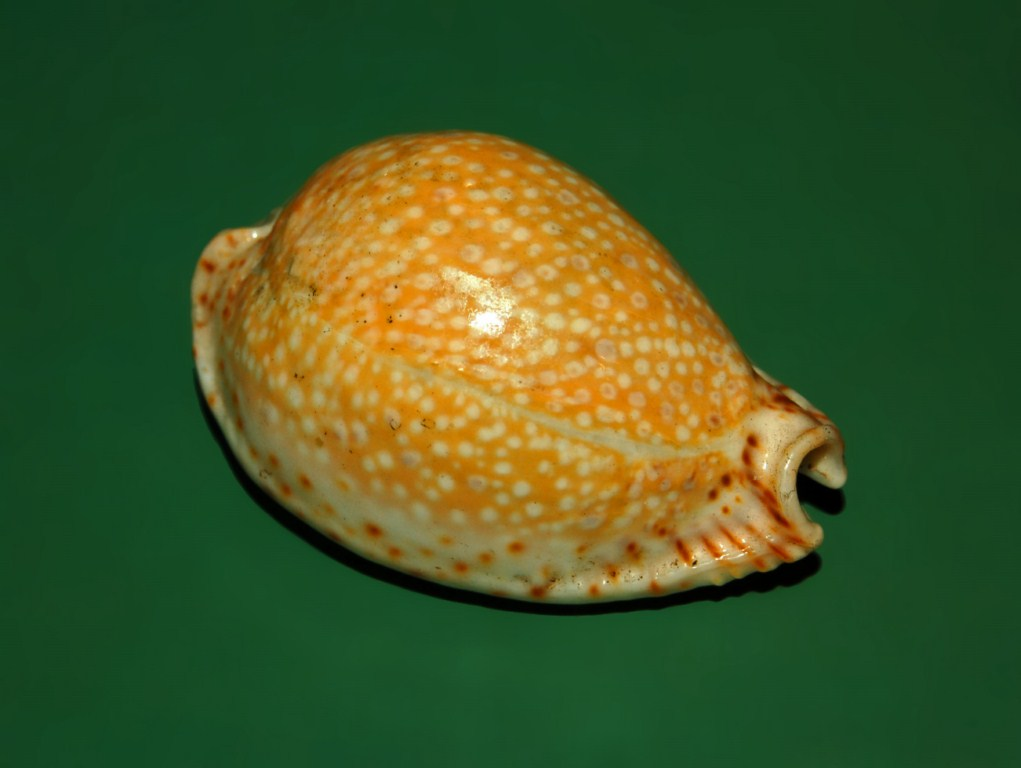